# جزيرة كوه ليبي
جزيرة كوه ليبي (بالتايلندية: เกาะหลีเป๊ะ) هي جزيرة صغيرة تقع في أقصى جنوب تايلند، ضمن أرخبيل أدانغ–راوي التابع لمحافظة ساتون، وعلى مقربة من الحدود البحرية مع ماليزيا، تُعد الجزيرة جزءًا من الحديقة الوطنية البحرية تاروتاو، وتُعرف بطبيعتها الخلابة وشواطئها البيضاء ومياهها الفيروزية الصافية.

## نبذه
تبلغ مساحة الجزيرة نحو 2 كيلومتر مربع، وتضم ثلاثة شواطئ رئيسية: باتايا بيتش من الجنوب الغربي، وصنرايز بيتش شرقًا، وصنست بيتش غربًا. تُوفّر الجزيرة أجواءً هادئة، وهي وجهة مفضّلة لمحبي السباحة والغوص والأنشطة البحرية، بفضل تنوّع الشعاب المرجانية القريبة من الشاطئ.
رغم صغر حجمها، تضم عددًا من المنتجعات السياحية والمطاعم، وتعدّ من أبرز الوجهات في جنوب تايلند خلال موسم السياحة بين نوفمبر وأبريل. لا توجد فيها طرق سيارات، ويُتنقّل داخلها مشيًا أو باستخدام العربات الصغيرة.
تتميّز الجزيرة بأجوائها الهادئة وطابعها البسيط، ما يجعلها وجهة مفضلة للمسافرين الباحثين عن الاسترخاء وسط بيئة طبيعية نقية، تجمع الجزيرة بين الجمال الطبيعي والخدمات السياحية الأساسية، وتوفّر تجربة ممتعة بعيدًا عن صخب الوجهات السياحية الكبرى.